# Campeonato Europeo de Natación en Piscina Corta
El Campeonato Europeo de Natación en Piscina Corta se efectúa desde 1991 y es organizado por la Liga Europea de Natación (LEN). Actualmente se realiza a finales de cada año. Anteriormente, la LEN realizó cuatro ediciones que recibieron el nombre de Campeonato Europeo de Natación en Velocidad.

## Ediciones
| Núm.                                            | Año  | Sede          | País         |
| ----------------------------------------------- | ---- | ------------- | ------------ |
| Campeonato Europeo de Natación en Velocidad     |      |               |              |
| I                                               | 1991 | Gelsenkirchen | Alemania     |
| II                                              | 1992 | Espoo         | Finlandia    |
| III                                             | 1993 | Gateshead     | Reino Unido  |
| IV                                              | 1994 | Stavanger     | Noruega      |
| Campeonato Europeo de Natación en Piscina Corta |      |               |              |
| I                                               | 1996 | Rostock       | Alemania     |
| II                                              | 1998 | Sheffield     | Reino Unido  |
| III                                             | 1999 | Lisboa        | Portugal     |
| IV                                              | 2000 | Valencia      | España       |
| V                                               | 2001 | Amberes       | Bélgica      |
| VI                                              | 2002 | Riesa         | Alemania     |
| VII                                             | 2003 | Dublín        | Irlanda      |
| VIII                                            | 2004 | Viena         | Austria      |
| IX                                              | 2005 | Trieste       | Italia       |
| X                                               | 2006 | Helsinki      | Finlandia    |
| XI                                              | 2007 | Debrecen      | Hungría      |
| XII                                             | 2008 | Rijeka        | Croacia      |
| XIII                                            | 2009 | Estambul      | Turquía      |
| XIV                                             | 2010 | Eindhoven     | Países Bajos |
| XV                                              | 2011 | Szczecin      | Polonia      |
| XVI                                             | 2012 | Chartres      | Francia      |
| XVII                                            | 2013 | Herning       | Dinamarca    |
| XVIII                                           | 2015 | Netanya       | Israel       |
| XIX                                             | 2017 | Copenhague    | Dinamarca    |
| XX                                              | 2019 | Glasgow       | Reino Unido  |
| XXI                                             | 2021 | Kazán         | Rusia        |
| XXII                                            | 2023 | Otopeni       | Rumania      |
| XXIII                                           | 2025 | Szczecin      | Polonia      |

## Medallero histórico
- Datos desde Rostock 1996 hasta Otopeni 2023.

| Núm. | País                 | Oro | Plata | Bronce | Total |
| ---- | -------------------- | --- | ----- | ------ | ----- |
| 1    | Alemania             | 117 | 115   | 95     | 327   |
| 2    | Rusia                | 94  | 76    | 77     | 247   |
| 3    | Países Bajos         | 87  | 46    | 53     | 186   |
| 4    | Italia               | 81  | 97    | 86     | 264   |
| 5    | Suecia               | 69  | 55    | 43     | 167   |
| 6    | Hungría              | 68  | 42    | 34     | 144   |
| 7    | Francia              | 56  | 56    | 53     | 165   |
| 8    | Reino Unido          | 50  | 73    | 83     | 206   |
| 9    | Ucrania              | 38  | 31    | 30     | 99    |
| 10   | Polonia              | 34  | 30    | 27     | 91    |
| 11   | Dinamarca            | 23  | 40    | 36     | 99    |
| 12   | España               | 19  | 24    | 25     | 68    |
| 13   | Eslovaquia           | 19  | 6     | 5      | 30    |
| 14   | Eslovenia            | 18  | 17    | 23     | 58    |
| 15   | Austria              | 12  | 16    | 16     | 44    |
| 16   | Croacia              | 12  | 15    | 8      | 35    |
| 17   | República Checa      | 11  | 17    | 19     | 47    |
| 18   | Finlandia            | 11  | 12    | 16     | 39    |
| 19   | Lituania             | 8   | 8     | 10     | 26    |
| 20   | Bielorrusia          | 7   | 11    | 23     | 41    |
| 21   | Suiza                | 7   | 9     | 9      | 25    |
| 22   | Serbia               | 6   | 5     | 4      | 15    |
| 23   | Islandia             | 6   | 3     | 4      | 13    |
| 24   | Grecia               | 4   | 5     | 14     | 23    |
| 25   | Noruega              | 3   | 8     | 15     | 26    |
| 26   | Bélgica              | 3   | 7     | 10     | 20    |
| 27   | Irlanda              | 3   | 1     | 9      | 13    |
| 28   | Estonia              | 1   | 7     | 4      | 12    |
| 29   | Israel               | 1   | 5     | 11     | 17    |
| 30   | Rumania              | 1   | 4     | 10     | 15    |
| 31   | Turquía              | 1   | 3     | 5      | 9     |
| 32   | Portugal             | 0   | 1     | 3      | 4     |
| 33   | Islas Feroe          | 0   | 1     | 0      | 1     |
| 34   | Bulgaria             | 0   | 0     | 3      | 3     |
| 35   | Bosnia y Herzegovina | 0   | 0     | 1      | 1     |
| 35   | Liechtenstein        | 0   | 0     | 1      | 1     |
|      | TOTAL                | 870 | 846   | 865    | 2581  |

1. ↑  Incluye las medallas obtenidas por Serbia y Montenegro.